# Das kostbarste aller Güter (Film)
Das kostbarste aller Güter (Originaltitel La plus précieuse des marchandises, internationaler englischsprachiger Titel The Most Precious Of Cargoes) ist ein animiertes Filmdrama von Michel Hazanavicius. Der Film basiert auf dem Jugendbuch Das kostbarste aller Güter von Jean-Claude Grumberg. In dem während des Zweiten Weltkriegs spielenden Film wird eine französische Familie nach Auschwitz deportiert. Im Zug zum Vernichtungslager wirft der Vater in einer verzweifelten Geste einen seiner Zwillinge in den Schnee, wo das kleine Mädchen von der Frau eines polnischen Holzfällers gefunden und von dem kinderlosen Paar aufgenommen wird. Der Film feierte im Mai 2024 bei den Internationalen Filmfestspielen in Cannes seine Premiere, wo er für die Goldene Palme nominiert war. Der Kinostart in Frankreich war Ende November 2024, in Deutschland Anfang März 2025.

## Handlung
An einem verschneiten Wintertag betet die kinderlose Frau eines Holzfällers zu den Göttern, um vom vorbeifahrenden Zug ein Geschenk zu erhalten. Die Gleise führen direkt durch den Wald, wo sie Holz sammelt. Die Frau will schon umkehren, als sie ein Baby hört und es im tiefen Schnee auch findet. Sie bringt es nach Hause, doch als ihr Mann von der Arbeit heimkehrt, sagt er, das Kind stamme von den Herzlosen ab. Er will es töten, verbannt dann aber Frau und Kind nur aus dem Haus. Damit das Kind nicht verhungert, tauscht die Frau bei einem alten Kriegsinvaliden die Milch seiner Ziege gegen Reisigbündel.
Im Frühjahr droht der Holzfäller, seine Frau vor die Tür zu setzen, wenn sie das Kind nicht aussetzt. Doch sie nimmt seine Hand, legt sie auf die Brust des Kindes und sagt: „Die Herzlosen haben ein Herz.“ Nach der Arbeit nähert sich der Holzfäller dem Kind an und spielt mit ihm. Abends im Bett sieht er in einem Einschub, wie der Vater des Kindes in einem Waggon während der Deportation das Kind nimmt und aus dem Fenster wirft, daraufhin von seiner Frau gemieden wird, bis die beiden an der Rampe des KZ Auschwitz getrennt werden.
Nach einem Zeitsprung kann das kleine Mädchen gerade laufen, als bewaffnete Holzfäller kommen. Sie verlangen, das Kind auszusetzen, doch der Holzfäller tötet sie mit seiner Axt und stirbt selbst an einer Schusswunde. Daraufhin flieht die Frau zu dem Invaliden. Als Ausgestoßener kennt er die Grausamkeit der Menschen und nimmt die beiden bei sich auf. Nach einem weiteren Zeitsprung sehen sie über sich Kampfflugzeuge fliegen, woraufhin der Invalide den Hof verlässt und von sowjetischen Soldaten erschossen wird.
Die Frau trauert um den „guten Mann“ und verlässt mit dem Kind und der Ziege den Hof. Danach sieht man den abgemagerten Vater im KZ in Häftlingskleidung und mit Judenstern, wie er abgemagerte Leichen in ein Feuer wirft. Als er vor Erschöpfung umfällt, ziehen gespenstische ausgemergelte Gesichter über den Bildschirm. Er erwacht, als ihm ein sowjetischer Soldat eine Feldflasche reicht. Daraufhin macht er sich auf dem Weg aus dem Lager hinaus und fällt im Wald auf die Gleise, wo er zwei Jahre zuvor sein Kind aus dem Fenster geworfen hatte. Er wird von einem Bauern gefunden, der ihn in ein nahe gelegenes Dorf bringt. Dort sieht er die Frau und das Kind an einem Verkaufsstand mit Ziegenkäse sitzen. Er erkennt das blau-weiße Tallit, in den das Kind eingewickelt war. Doch das Kind erschrickt vor dem ausgemergelten Mann, und er zieht sich zurück.
18 Jahre später reist der Vater, mittlerweile ein bekannter Kinderarzt, zu einem Kongress in dasselbe Land. Am Bahnhof fällt ihm eine Zeitschrift mit dem Bild einer jungen Frau auf, die seiner ermordeten Frau ähnlich sieht. Auf Nachfrage erklärt ihm sein Begleiter, dass es sich um eine erfolgreiche Pionierin handelt, die von ihrer mittellosen Mutter alleine aufgezogen worden sei. Zum Abschluss sagt eine Erzählerstimme, dass die Geschichte fiktiv sei und die Liebe das Wichtigste bleibe.

## Literarische Vorlage
Der Film basiert auf den Jugendbuch La plus précieuse des marchandises von Jean-Claude Grumberg. In einer deutschen Übersetzung von Edmund Jacoby wurde dieses unter dem Titel Das kostbarste aller Güter mit Illustrationen von Ulrike Möltgen veröffentlicht.
Grumberg wurde 1939 in Paris geboren. Sein Vater, ein rumänischer Jude, hatte sich vor dem Zweiten Weltkrieg in Frankreich niedergelassen. Nach dem Einmarsch der Wehrmacht in Paris wurde er deportiert. Seine Mutter flüchtete mit den Kindern in das unbesetzte Vichy-Frankreich. Der französische Schriftsteller und Drehbuchautor ist auch als Film- und Theaterschauspieler tätig.

## Produktion

### Regie und Drehbuch
„Der Film hat eine humanistische, friedliche Botschaft. Es ist eine Botschaft purer Liebe. [...] Alle Formen von Rassismus und Ausgrenzung basieren auf Unwissenheit und mangelndem Wissen über den anderen.“

Regie führte Oscar-Preisträger Michel Hazanavicius, der gemeinsam mit Grumberg auch dessen Buch für den Film adaptierte. Der französische Filmemacher versucht sich dabei erstmals an einem animierten Film. Er wollte keinen Film machen, der jüngere Kinder traumatisiert. Er habe das märchenhafte Format und die Animation gewählt, weil diese es ihm ermöglichten, diese Geschichte mit einer gewissen Distanz zu erzählen, so Hazanavicius. Er erwähnt in seinem Film nicht explizit, dass es sich bei den deportieren Menschen um Juden handelt. Das kostbarste aller Güter sei kein Film über den Holocaust, aber der Holocaust sei Teil des Kontexts des Films, so der Regisseur.
Über die Romanvorlage sagte Hazanavicius: „Grumbergs Geschichte schafft es, die Kraft des Lebens der Industrie des Todes gegenüberzustellen und etwas Schönes über [eine Zeit] zu erzählen, die für immer ein Schandfleck in der Geschichte der Menschheit bleiben wird.“ Grumberg ist seit dem 15. Lebensjahr des Regisseurs der beste Freund seiner Eltern.
Der Regisseur erzählte bereits in seinem Film Die Suche von 2014 die Geschichte einer Vertreibung. Es handelt sich dabei um eine Neuverfilmung von Die Gezeichneten, einem semidokumentarischen Film über das Schicksal vertriebener Kinder nach dem Zweiten Weltkrieg, wobei Hazanavicius die Geschichte in den Tschetschenien-Konflikt im Jahr 1999 verlegte und von einer  NGO-Mitarbeiterin erzählt, die sich mit einem kleinen Jungen anfreundet. Auch in anderen Filmen, wie der TV-Dokumentation Passé sous silence, beschäftigte er sich mit Völkermorden und ethnischen Säuberungen.

### Sprecher und Filmmusik
Grégory Gadebois leiht in der französischen Version dem Holzfäller seine Stimme, Dominique Blanc seiner Frau und Denis Podalydès ihrem mürrischen Nachbarn. Der im Juni 2022 verstorbene Schauspieler Jean-Louis Trintignant fungiert als Erzähler. In der deutschen Synchronisation wurde diese Aufgabe von Jürgen Prochnow übernommen.
Die Filmmusik komponiert Alexandre Desplat. Mit ihm arbeitete Hazanavicius bereits für seinen letzten Film Final Cut of the Dead zusammen. Die Aufnahme entstand gemeinsam mit dem Philharmonia Orchestra. Das Soundtrack-Album wurde im November 2024 von Milan Records als Download veröffentlicht. In Frankreich ist auch eine Veröffentlichung auf CD geplant.

### Veröffentlichung
Die Premiere des Films erfolgte am 24. Mai 2024 bei den Internationalen Filmfestspielen in Cannes, wo er im Wettbewerb um die Goldene Palme konkurrierte. Das kostbarste aller Güter war der erste Animationsfilm seit Waltz with Bashir im Jahr 2008, der in Cannes im Wettbewerb gezeigt wurde. Dort stellte Hazanavicius bereits seine Filme The Artist, Die Suche und Godard Mon Armour vor. Sein Film Final Cut of the Dead eröffnete 2022 die Filmfestspiele. Im Juni 2024 wurde Das kostbarste aller Güter beim Festival d’Animation Annecy ebenfalls im Wettbewerb gezeigt. Im September 2024 wurde der Film beim Festival des amerikanischen Films in Deauville gezeigt. Anfang Oktober 2024 wurde Das kostbarste aller Güter beim Filmfest Hamburg vorgestellt und im November 2024 beim Arras Film Festival. Am 20. November 2024 kam der Film in die französischen Kinos. Ab Ende November 2024 wurde er beim Festival Internacional de Cine de Mar del Plata gezeigt. Der Kinostart in Deutschland war am 6. März 2025.

## Rezeption

### Kritiken
Die Kritiken fielen gemischt aus.
Nora Nater schreibt in ihrer Kritik für outnow.ch, La plus précieuse des marchandises besteche nicht nur mit fantastischen Animationen und einer unvergleichbaren Stimmung, herzzerreißend und herzerwärmend zugleich, sondern berühre vor allem mit einer ganz speziellen Geschichte. Der Film schaffe es, eine Atmosphäre zu schaffen, die dem Publikum durch die Leinwand entgegenkommt und tief in die Knochen kriecht. Wer denke für bedeutungsvolle Szenen brauche es viel Mimik, werde durch die ausdrucksstarken Animationen eines Besseren belehrt: „die Gesten und Gesichtsausdrücke der Charaktere sind nicht wahnsinnig präzise, und doch vermitteln sie ihre Gefühlslage stets glaubwürdig und zugänglich.“ La plus précieuse des marchandises rühre zu Tränen, breche dem Publikum das Herz und klebe es wieder zusammen, und das in nur 80 Minuten immer wieder.
Peter Osteried, Filmkorrespondent der Gilde deutscher Filmkunsttheater, schreibt in seiner Kritik, Michel Hazanavicius setze auf klassischen Zeichentrick. Der Film sei von unheimlicher Schönheit und er strahle eine märchenhafte Atmosphäre aus, die den ebensolchen erzählerischen Ton des Romans aufgreift. Der Film schaffe es, der Unmenschlichkeit des Holocausts die absolute Menschlichkeit der Holzfällerfrau gegenüberzustellen, zeige das Schlechteste und das Beste der Menschheit und lasse das auf das Publikum wirken. Die Szenen im Konzentrationslager wirkten in Form des Zeichentricks noch überwältigender und es werde eine Hyperrealität geschaffen, der sich keiner entziehen kann. Fast nebenbei erzähle Hazanavicius davon, wie Menschen sich ändern können, während andere ihren Vorurteilen treu bleiben, und er erzähle davon, dass der Krieg jeden einholt, egal, wie wenig man glaubt, damit zu tun zu haben, oder wie weit ab vom Schuss man sich befindet.
"Dieser besondere Film mit hoffnungsvollem Grundton und großer atmosphärischer Dichte bietet einen französischen Blick auf die europäische Dimension der Verbrechen im Nationalsozialismus und erzählt in hoher Aktualität von Faschismus und Menschenhass. Man verzeiht ihm das eine oder andere Sentiment," schreibt die Jury der Deutschen Film- und Medienbewertung und zeichnet den Film mit dem Prädikat "besonders wertvoll" aus.

### Auszeichnungen
César 2025
- Nominierung als Bester Animationsfilm
- Nominierung für das Beste adaptierte Drehbuch (Michel Hazanavicius und Jean-Claude Grumberg)
- Nominierung für die Beste Filmmusik (Alexandre Desplat)

Festival d’Animation Annecy 2024
- Nominierung im Wettbewerb[21]

Festival International du Film Francophone de Namur 2024
- Auszeichnung für das Beste Drehbuch (Michel Hazanavicius und Jean-Claude Grumberg)[22]

Festival Internacional de Cine de Mar del Plata 2024
- Auszeichnung mit dem Astor Piazzolla Special Jury Award[23]

Internationale Filmfestspiele von Cannes 2024
- Nominierung für die Goldene Palme
- Auszeichnung mit dem Prix du Cinéma Positif[24]

Prix Lumières 2025
- Nominierung als Bester Animationsfilm
- Nominierung für die Beste Filmmusik (Alexandre Desplat)[25]